# Wilhelm-von-Oranien-Schule

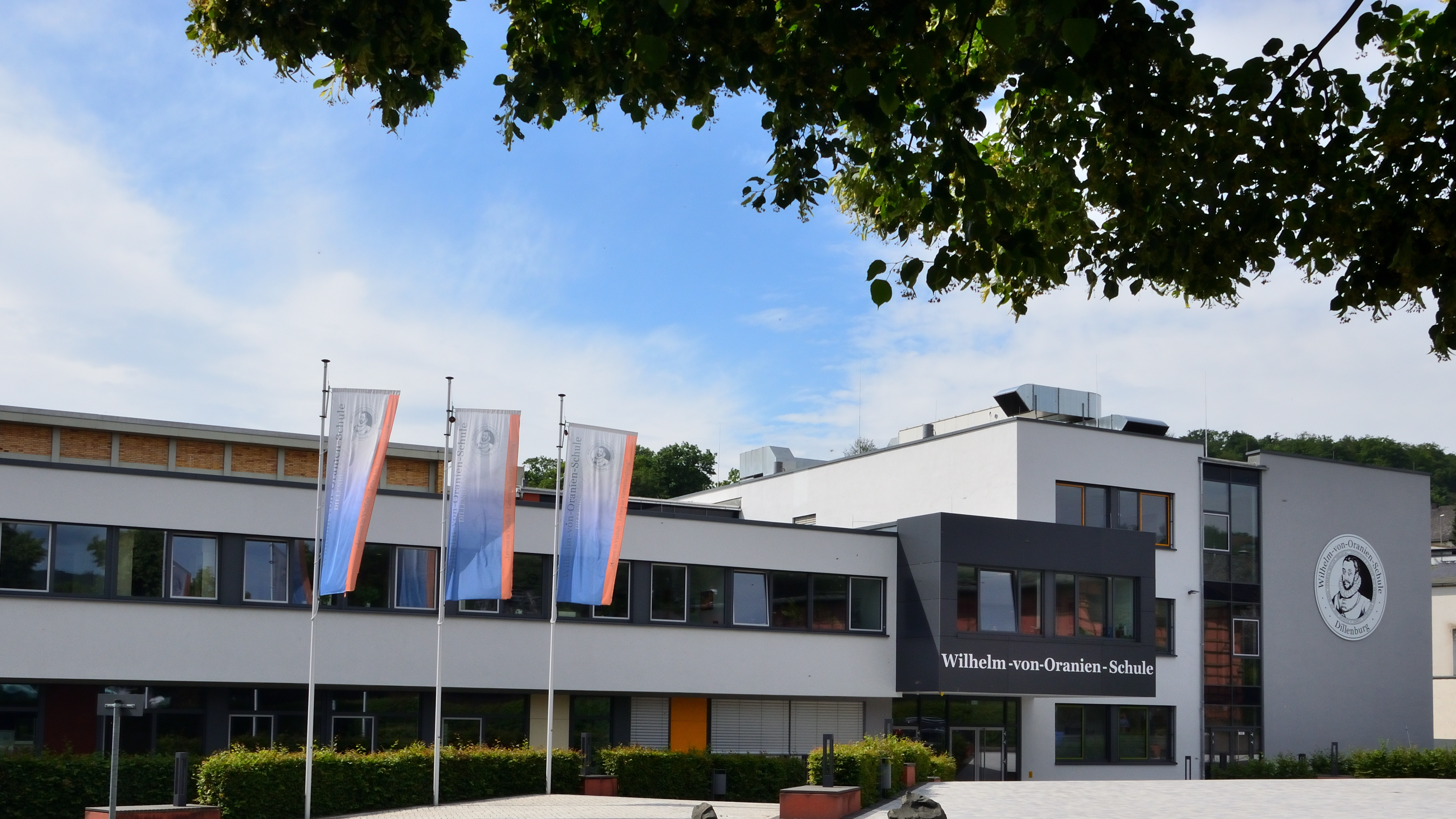
Der Eingangsbereich der Wilhelm-von-Oranien-Schule an der Dillenburger Jahnstraße

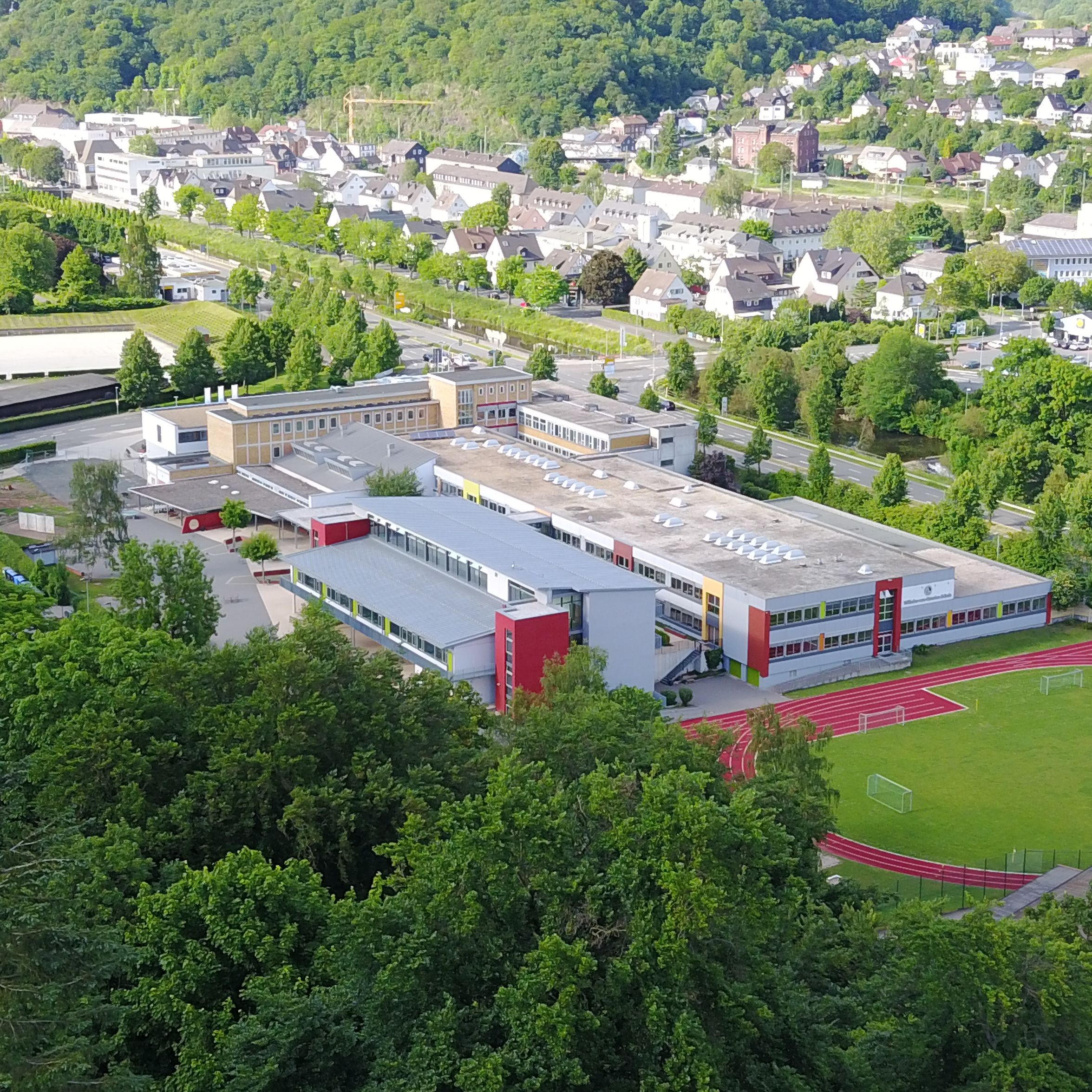
Wilhelm-von-Oranien-Schule (2017)

Die Wilhelm-von-Oranien-Schule im mittelhessischen Dillenburg ist ein Gymnasium des Lahn-Dill-Kreises mit Sekundarstufe I und II, dessen Geschichte mit der Gründung als Lateinschule bis ins Jahr 1537 zurückreicht.

## Geschichte der Schule
Das genaue Gründungsdatum der Wilhelm-von-Oranien-Schule ist nicht bekannt, jedoch sicher zwischen 1535 und 1538 anzusetzen – im Allgemeinen geht man von 1537 aus. Zu dieser Zeit wurde die Schule als Lateinschule geführt, in der lediglich Latein, Religion und Musik unterrichtet wurden. Das Geld für die Errichtung einer solchen „öffentlichen“ Schule stammte von Graf Wilhelm dem Reichen von Nassau. Die Schule erlebte im 16. Jahrhundert eine gewisse Blüte, musste sich aber im 17. Jahrhundert mühsam behaupten. Negative Auswirkungen hatten zu dieser Zeit, als die Schule zu einer „Stadtschule“ wurde, vor allem die verheerende Pest und der Dreißigjährige Krieg. Einen Aufschwung erfuhr sie im 18. Jahrhundert, als sie vom Fürsten Wilhelm V. zu einem Akademischen Pädagogium (drei Klassen) erhoben wurde. Mit der Zeit kamen immer mehr Fächer hinzu, jedoch dominierten nach wie vor die alten Sprachen.
Zur napoleonischen Zeit gab es finanzielle Engpässe, und die Schule wurde 1817 zu einer „niederen Gelehrtenschule“ herabgestuft. Die erste Schulbibliothek wurde 1821 eröffnet. Nachdem Nassau 1866 Teil der preußischen Provinz Hessen-Nassau geworden war, fand 1867 die Erweiterung der Schule zu einem Progymnasium und 1874 schließlich zu einem Gymnasium statt, so dass 1876 zum ersten Mal Schüler das Abitur an der Schule ablegen konnten.
Auch der Erste Weltkrieg und seine Folgen hatten Auswirkungen auf den Unterricht. 1922 wurden erstmals Mädchen in die Schule aufgenommen. Mit der Schulreform von 1937 wurde die Schule in eine „Staatliche Oberschule für Jungen“ umgewandelt.
Nach dem Zweiten Weltkrieg wurde sie im Dezember 1945 als „Staatliches Realgymnasium“ wiedereröffnet. Im November 1957 erfolgte schließlich aufgrund der herrschenden Raumnot der Umzug in das heutige Schulgebäude in der Jahnstraße. Die offizielle Bezeichnung war „Gymnasium und Altsprachliches Gymnasium“. 1958 erhielt das Gymnasium den Namen Wilhelm-von-Oranien-Schule, benannt nach Wilhelm I. von Oranien, der 1533 in Dillenburg geboren und später zum Befreier der Niederlande wurde.

## Die Schule heute
Die Schule wird derzeit von ca. 1300 Schülern besucht und hat ca. 120 Lehrkräfte.
Unter dem Schulmotto „Lernen in Vielfalt – Leben in Verantwortung“ positioniert sich die Schule in einem großen, eher ländlich geprägten Einzugsgebiet als fachlich breit aufgestelltes Gymnasium, das in neun Schuljahren (G9) zum Abitur führt.
Seit 2014 hat die Wilhelm-von-Oranien-Schule den Status einer selbstständigen allgemeinbildenden Schule (SES).
Schulleiter ist seit 2012 Oberstudiendirektor Martin Hinterlang.

## Kooperationen
Die Wilhelm-von-Oranien-Schule kooperiert sowohl im Regelunterricht wie auch im Ganztagsangebot mit verschiedenen externen Partnern:
- Hessisches Landgestüt Dillenburg
- Freilichtmuseum Hessenpark
- Geopark Westerwald-Lahn-Taunus
- Musikschule der Lahn-Dill-Akademie
- Volkshochschule der Lahn-Dill-Akademie
- Regionalligist TSV Steinbach Haiger
- StudiumPlus/THM
- Wendel Email- und Glasurenfabrik
- Weber-Gruppe Kunststofftechnik und Formenbau
- Naturlandstiftung Lahn-Dill-Kreis
- Feriendorf Salvador-Allende-Haus Finsterau

Internationaler Schüleraustausch
- La Bassée und Béthune (Frankreich)
- Helsinki (Finnland)
- Grodzisk Wielkopolski (Polen)

## Förderverein
Schon in den 1930er Jahren gab es eine „Vereinigung ehem. Angehöriger des Gymnasiums zu Dillenburg“, neu gegründet wurde der Förderverein jedoch am 14. Mai 1991 vom damaligen Schulleiter Dieter Scholz zusammen mit Vertretern des Kollegiums, der Elternschaft und Ehemaligen unter dem Namen „Verein der Ehemaligen und Freunde der Wilhelm-von-Oranien-Schule e. V.“.
2015 benannte sich der Verein um in „Wilhelms Freunde – Förderverein der Wilhelm-von-Oranien-Schule e. V.“.
Der Verein unterstützt die schulische Arbeit, ist Träger des Ganztagsangebots sowie Herausgeber des Jahrbuchs der Schule und organisiert die Kontaktpflege ehemaliger Schüler und Lehrer.

## Persönlichkeiten

### Bekannte ehemalige Lehrer
- Jost Hoen (um 1500–1569), 1537–1538 Oberschulmeister[13]
- Johannes Bidencap (um 1512–1596), 1540–1551 Unterschulmeister, 1551–1576 Oberschulmeister[1]
- Anton Stöver (um 1513–1556), 1538–1551 Oberschulmeister[13]
- Wilhelm Hoen (1539–1602), 1562–1566 Unterschulmeister[1]
- Jodocus Naum (um 1551–1597); 1582–1584 Oberschulmeister[13]
- Johann Bernhard Gottsleben (um 1595–1635), 1619–1626 Oberschulmeister[1]
- Johannes Thomae (um 1604–1672), 1632–1633 Oberschulmeister[13]
- Konrad Post (1613–1669), 1633–1634 Oberschulmeister[1]
- Georg Wilhelm Lorsbach (1752–1816), Orientalist und Theologe; 1786–1791 Rektor[13]
- Johann Jakob Wisseler (1753–1821), Theologe; 1776–1779 Konrektor, 1779–1785 Rektor[13]
- Johann Jakob Roemer (1759–1825), Botaniker; 1791–1817 Rektor[13]
- Justus Heinrich Dresler (1775–1839), Mathematiker; 1827–1839 Rektor[13]
- Johann Philipp Sandberger (1782–1844), Theologe und Naturwissenschaftler; 1820–1827 Rektor[13]
- Johann Hermann Steubing (1750–1827), Theologe und Historiker; 1775–1780 Rektor[13]
- Joseph Muth (1788–1866), Historiker und Dichter; 1813–1817 Konrektor[13]
- Friedrich Jakob Schmitthenner (1796–1850), Staatsrechtler und Germanist; 1819–1827 Prorektor[13]
- Adolph Schenck (1803–1878), Entomologe; 1835–1841 Konrektor, 1841–1845 Prorektor[13]
- Johann Bellinger (1809–1882), Politiker; 1835–1839 Konrektor, 1858–1862 Rektor[1]
- Johann Heinrich Karl Rossel (1815–1872), Historiker und Politiker; 1846–1848 Konrektor, 1848–1850 Prorektor[13]
- August Christian Friedrich Spieß (1815–1893), Heimatforscher; 1841–1848 Konrektor, 1862–1886 Schulleiter[13]
- Heinrich Wilhelm Stoll (1819–1890), Altphilologe und Pädagoge; 1842–1846 Lehrer[13]
- Peter Presber (1824–1909), Zeichenlehrer und Heimatforscher, 1858–1900 Lehrer[13]
- Paul Moses Schott (1882–1936), ab 1914 Oberlehrer, als Studienrat 1933 auf Betreiben der Nationalsozialisten „entlassen“[14]
- Emil Becker (1884–1967), Heimatforscher; 1921–1937 Gymnasialdirektor[13]
- Heinrich Geiß (1906–1992), Pädagoge, Oberstudiendirektor (1954–1972)
- Walter Bauer (1907–1978); Kunsthistoriker, Archäologe und Heimatforscher, 1945–1968 Lehrer[13]
- Wolfgang Fricke (1932–2016), ab 1960 Lehrer, später bis 1994 Studiendirektor[15]
- Wolfgang Schult (* 1942), Musiker; 1971–1981 Lehrer
- Peter Kuhlmann (* 1965), Altphilologe; 1993–1995 Referendar
- Harry Kullmann (* 1973), Pädagoge; 2001–2003 Referendar

### Bekannte ehemalige Schüler
- Bartholomäus Schumler (um 1544–1620), Theologe und Liederdichter[13]
- Erasmus Stöver (um 1545–1616), Diplomat, Mitbegründer der Hohen Schule Herborn[13]
- Johann Textor (1582–1626), Geschichtsschreiber[13]
- Johann Jacob Wissenbach (1607–1665), Jurist[13]
- Theodor Philipp Schacht (1682–1731), Mediziner[13]
- Maximilian Dilthey (1701–1745), Mediziner und Naturphilosoph[13]
- Valentin Arnoldi (1712–1793), reform. Theologe und Historiker[13]
- Philipp Wilhelm Otterbein (1726–1813), dt.-amerik. Theologe (Gründer der sog. „Otterbeinleute“)[13]
- Christian Heinrich Abraham von Erath (1745–1803), Gouverneur von Java[13]
- Johann Heinrich Christian Dapping (1752–1823), Pfarrer und Heimatforscher[13]
- Friedrich August Fritze (1754–1826), Mediziner[13]
- Karl von Knoblauch zu Hatzbach (1756–1794), Mathematiker und Philosoph[16]
- Philipp Andreas Nemnich (1764–1822), Naturforscher und Schriftsteller[13]
- Georg Ernst Ludwig von Preuschen Freiherr von und zu Liebenstein II. (1764–1849), Politiker und Jurist[16]
- Johann Christian Spieß (1771–1829), Theologe und Liederdichter[13]
- Friedrich Wilhelm Emmermann (1773–1855), Politiker und Jurist[13]
- Henrich August Meinhard (1776–1858), Jurist und Botaniker[13]
- Johann Anton Friedrich Wilhelm Robert Freiherr von Neufville (1777–1819), Oberforstmeister[16]
- Christian Ernst Stifft (1780–1855), Geologe[13]
- Friedrich Albert Pompejus von Arnoldi (1787–1839), Jurist, Botaniker und Zoologe[13]
- Christian Daniel Vogel (1789–1852), Historiker und Topograph[16]
- Carl Ludwig Heusler (1790–1851), Bergbeamter und Unternehmer[16]
- Friedrich Pagenstecher (1793–1864), Oberforstrat[13]
- Carl Hermann Ferdinand Vollpracht (1799–1859), Politiker[13]
- Carl Christian von Reichenau (1800–1863); Forstbeamter[13]
- Ludwig Wenckenbach (1803–1854), nassauischer Beamter und Politiker[16]
- Wilhelm Johann Carl August Winter (1803–1895), Politiker[16]
- Wilhelm Christian Adolph von Heemskerck (1804–1883), Politiker[16]
- Ludwig Heydenreich (1805–1885), Mediziner und Politiker[16]
- Ernst Christian Wenckenbach (1811–1876), Politiker[16]
- Friedrich Franz Karl Schenck (1827–1900), Politiker und Genossenschaftsfunktionär[16]
- Georg Thilenius (1830–1885), Balneologe und Politiker[13]
- Julius Hamel (1834–1907), Maler[13]
- Rudolf Haas (1843–1916), Unternehmer[16]
- August Heinrich Ludwig Roth (1845–1911), Bergingenieur und Industrieller[13]
- Wilhelm von Reichenau (1847–1925), Naturforscher
- Dittmar Finkler (1852–1912), Mediziner
- Gustav Jung (1859–1929), Eisenhüttenunternehmer
- Wilhelm Christian Löhr (1859–1929), Theologe und Autor
- Friedrich Karl Daniel Schlosser (1859–1907), Beamter
- Karl Ohly (1860–1919), Theologe
- Carl Rehorst (1866–1919), Architekt
- August Lang (1867–1945), Theologe
- Kurt Aram (1869–1934), eigentlich Hans Fischer, Journalist und Schriftsteller
- Ernst Herbig (1876–1943), Kohlebergbau-Manager
- Hans Kruse (1882–1941), Heimatforscher
- Eugen Hinckel (1882–1962), Reichsbankdirektor in Freiburg bzw. Präsident d. Landeszentralbank Baden
- Theodor Brün (1885–1981), Maler, Bildhauer und Grafiker
- Helmuth Schreiner (1893–1962), Theologe[13]
- Ernst Hild (1902–1973), Beamter
- Wilhelm Krücke (1911–1988), Neuropathologe
- Heinz Aubel (1916–1980), Maler[17]
- Ferdinand Krenzer (1921–2012), Theologe
- Thomas Valentin (1922–1980), deutscher Schriftsteller
- Eberhard L. Betz (1926–2022), Physiologe und Schriftsteller
- Hans Friedhelm Gaul (* 1927), Jurist
- Hans W. Decker (* 1929), Jurist, Wirtschaftswissenschaftler und Manager[18]
- Joachim Jänisch (1929–2001), Sportler
- Bernhard Dahm (1932–2023), Historiker
- Martin Born (1933–1978), Kulturgeograph[13]
- Dieter Wessinghage (* 1933), Mediziner
- Rolf Krenzer (1936–2007), Kinderbuchautor und Liedtexter
- Volker Diehl (* 1938), Onkologe
- Franz-Hermann Kappes (1938–1992), Politiker
- Dieter Lohmann (* 1938), Altphilologe
- Peter Kliegel (* 1939), Pfarrer
- Albrecht Jockenhövel (* 1943), Prähistoriker
- Gernot Born (1944–2012), Physiker
- Ulrike Holler (* 1944), Journalistin
- Roderich Feldes (1946–1996), deutscher Schriftsteller
- Gert Loschütz (* 1946), deutscher Schriftsteller
- Jürgen Spieß (* 1949), Althistoriker und Publizist
- Eva Heldmann (* 1951), Regisseurin
- Maria Kliegel (* 1952), Cellistin
- Dietrich Lückoff (1957–2014), Schriftsteller
- Hans-Jörg Fehling (* 1959), Immunologe
- Alfred Holighaus (* 1959), Filmproduzent
- Andreas Nentwich (* 1959), Publizist[19]
- Reiner Becker (* 1971), Politikwissenschaftler
- Claudia Wiesner (* 1971), Politikwissenschaftlerin
- Julia Jung (* 1979), Sportlerin
- Jesko Sirvend (* 1986), Dirigent
- Gesa Felicitas Krause (* 1992), Sportlerin
- Luca Waldschmidt (* 1996), Sportler